# Achar
Achar – miasto w Urugwaju, w departamencie Tacuarembó.